# Valle Grana
El Valle Grana es un valle en la provincia de Cuneo, Piamonte, norte de Italia.

## Etimología
El valle toma su nombre del arroyo Grana, afluente a la izquierda del río Maira que atraviesa el valle.
Se encuentra entre el Val Maira al norte y el Valle Stura di Demonte al sur. Desde Caraglio, en el llano, tiene una longitud de unos 24 km hasta el Colle Fauniera (también conocido como Colle dei Morti), a 2.511 metros de altitud.
Otras comuni en este valle incluyen Valgrana, Monterosso Grana, Pradleves y Castelmagno. En el territorio de este último se encuentra el Santuario de San Magno, un notable edificio religioso a 1.761 m de altitud. El pico más alto es el Monte Tibert (2.647 metros).